# Costas Kondylis
Constantine Andrew Kondylis (* 17. April 1940 in Bujumbura, Burundi, Belgisch-Kongo; † 17. August 2018 in New York City, Vereinigte Staaten) war ein griechisch-amerikanischer Architekt.

## Leben
Constantine „Costas“ Kondylis wurde als Sohn griechischer Eltern in Afrika geboren. Sein Vater war ein Unternehmer, der mehrere Kaffeeplantagen und Geschäfte besaß. Im Alter von 13 Jahren zog die Familie zurück nach Griechenland. Mit 17 Jahren wollte Kondylis ursprünglich Automobildesign studieren, studierte ab 1959 jedoch Architektur an der Universität Genf. Nach seinem Abschluss lebte er bis 1967 in der Schweiz und bereiste Europa. Von 1967 bis 1969 studierte er Städtebau an der Columbia University in New York City. Bis 1979 arbeitete er bei Davis Brody & Associates als Architekt und war zuletzt Director of Housing and Urban Design. Während der New Yorker Schuldenkrise arbeitete er wie viele andere Architekten auch im Iran. Von 1980 bis 1989 war er Senior-Partner bei Philip Birnbaum & Associates, bevor er mit Costas Kondylis & Associates seine erste eigene Architekturfirma gründete.
2009 wurde seine Unternehmen, welches bereits unter den Namen Costas Kondylis and Partners, LLP firmierte, aufgelöst. Vorausgegangen war der Weggang der Architekten und Senior-Partner Alan Goldstein, Steven Hill und David West aus dem Unternehmen. Für die Trennung wurden unterschiedliche Gründe angegeben. Kondylis nannte die Marktsituation, wobei die Kunden dem Unternehmen zwar treu geblieben wären, aber das Auftragsvolumen gesunken sei. Anschließend gründete er mit Kondylis Design ein neues Unternehmen. Bis 2011 hatte Kondylis 86 Gebäude konstruiert. Zu den bekanntesten Gebäuden zählen die Silver Towers, der Barclay Tower, der Trump International Hotel and Tower und der Trump World Tower.

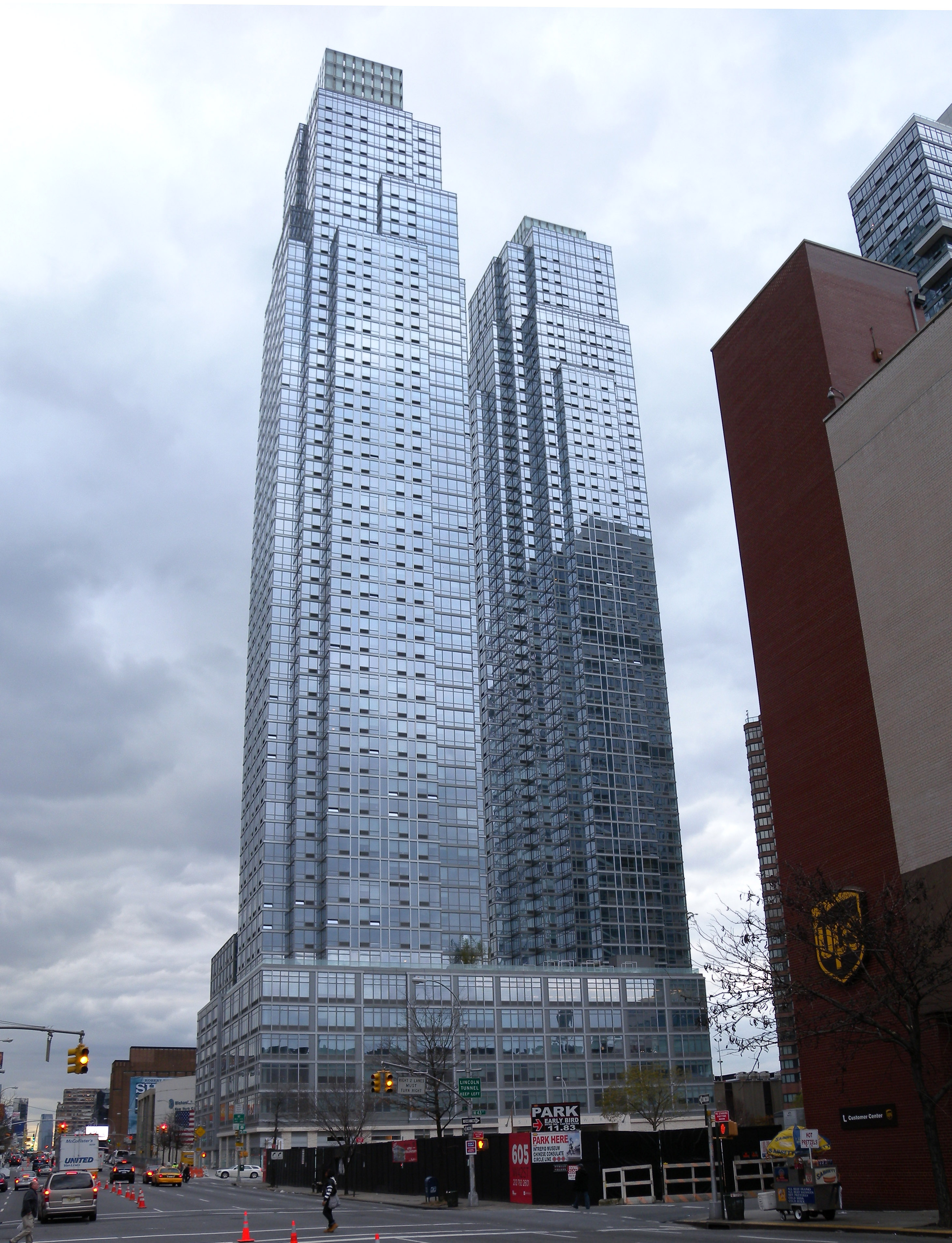
Silver Towers
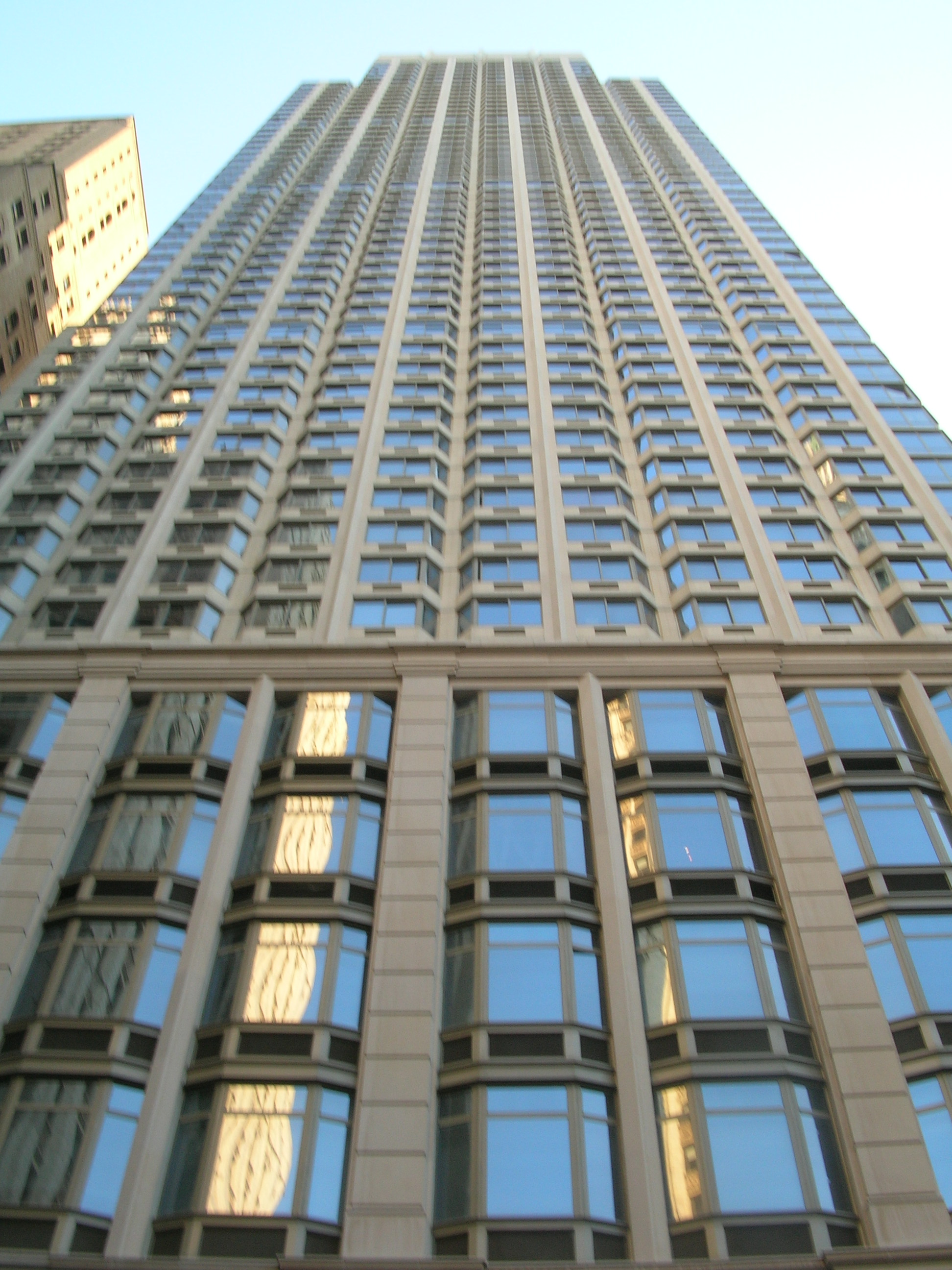
Barclay Tower
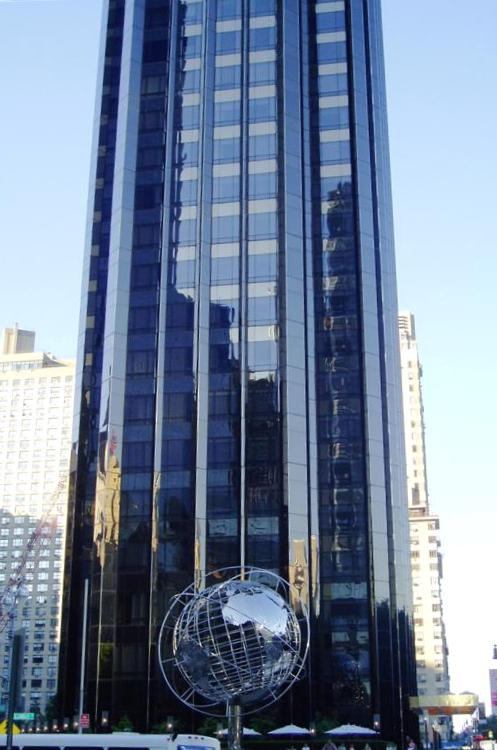
Trump Hotel and Tower
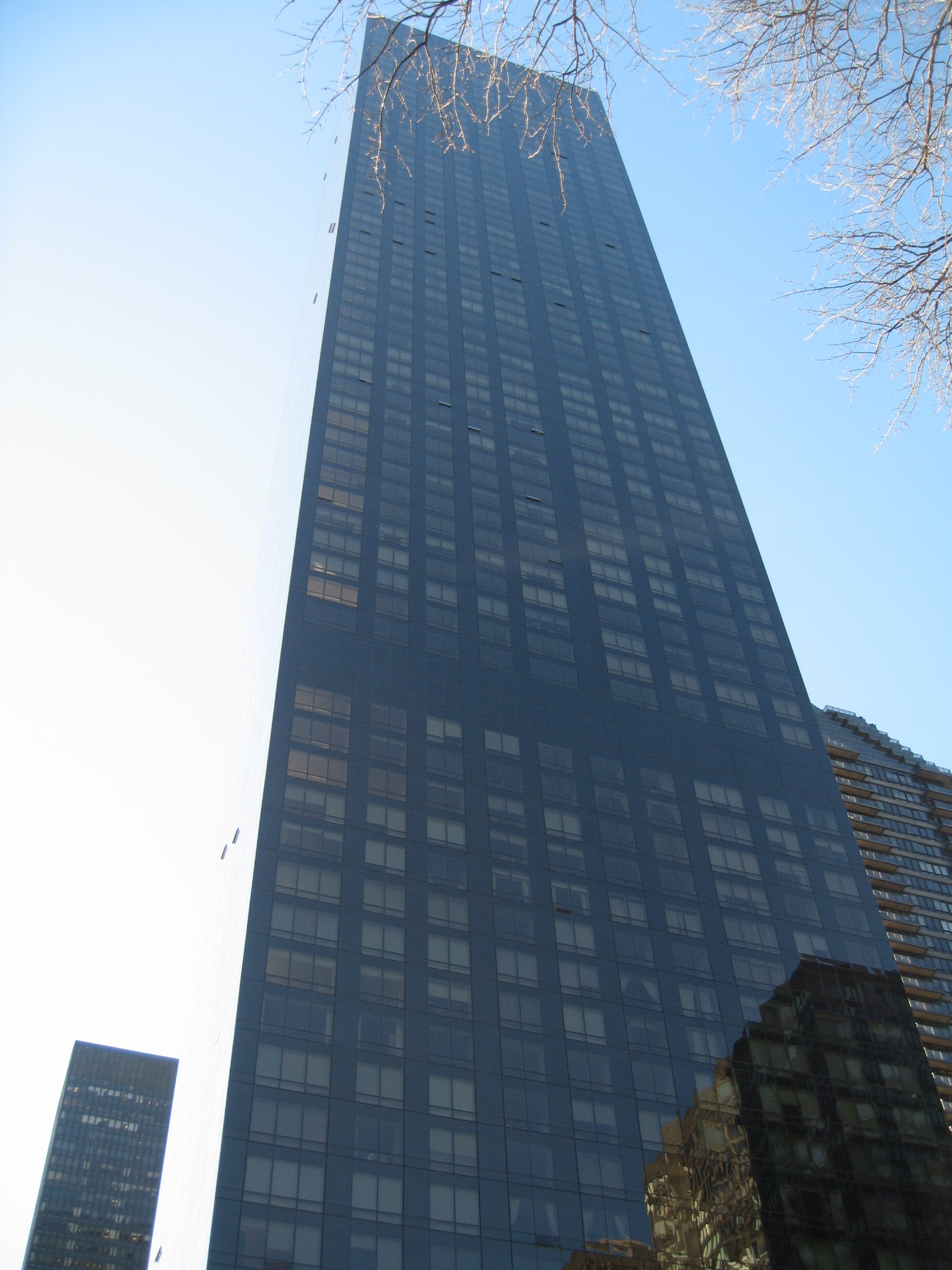
Trump World Tower